# Junquera de Ambía
Junquera de Ambía (oficialmente y en gallego, Xunqueira de Ambía) es un municipio español perteneciente a la provincia de Orense y la comarca de Allariz-Maceda, en la comunidad autónoma de Galicia. Cuenta con una población de 1352 habitantes (INE 2024). 

## Geografía
Integrado en la comarca de Allariz-Maceda, se sitúa a 28 kilómetros de la capital provincial. El término municipal está atravesado por la Autovía de las Rías Bajas  A-52  en el pK 203, además de por la  N-525 , alternativa convencional a la anterior. 
El relieve del territorio está caracterizado por dos zonas, la formada por la depresión del río Arnoya, que recoge los arroyos que bajan de los montes y, al sur, la parte que se vuelca a la laguna de Antela y que vierte sus aguas al río Limia. Un cordón montañoso coronado por los altos de A Farria (830 metros) y Lombas de Casnaloba (771 metros) hace de divisora local. La altitud oscila entre los 830 metros (A Farria) y los 450 metros a orillas del río Arnoya. El pueblo se alza a 534 metros sobre el nivel del mar. 
La topografía en un radio de 3 kilómetros de Ambía tiene variaciones muy grandes de altitud, con un cambio máximo de altitud de 382 metros y una altitud promedio sobre el nivel del mar de 566 metros. En un radio de 16 kilómetros contiene variaciones muy grandes de altitud (870 metros). En un radio de 80 kilómetros contiene variaciones enormes de altitud (2.114 metros). El área en un radio de 3 kilómetros de Ambía está cubierta de árboles (59 %) y tierra de cultivo (36 %), en un radio de 16 kilómetros de tierra de cultivo (45 %) y árboles (42 %) y en un radio de 80 kilómetros de árboles (40 %) y tierra de cultivo (30 %).
Respecto al clima en Junquera, los veranos son cortos, calurosos, secos y mayormente despejados y los inviernos son muy frío, mojados y parcialmente nublados. Durante el transcurso del año, la temperatura generalmente varía de 3 °C a 27 °C y rara vez baja a menos de -2 °C o sube a más de 33 °C. La precipitación media anual es de 861 mm al año.

## Historia

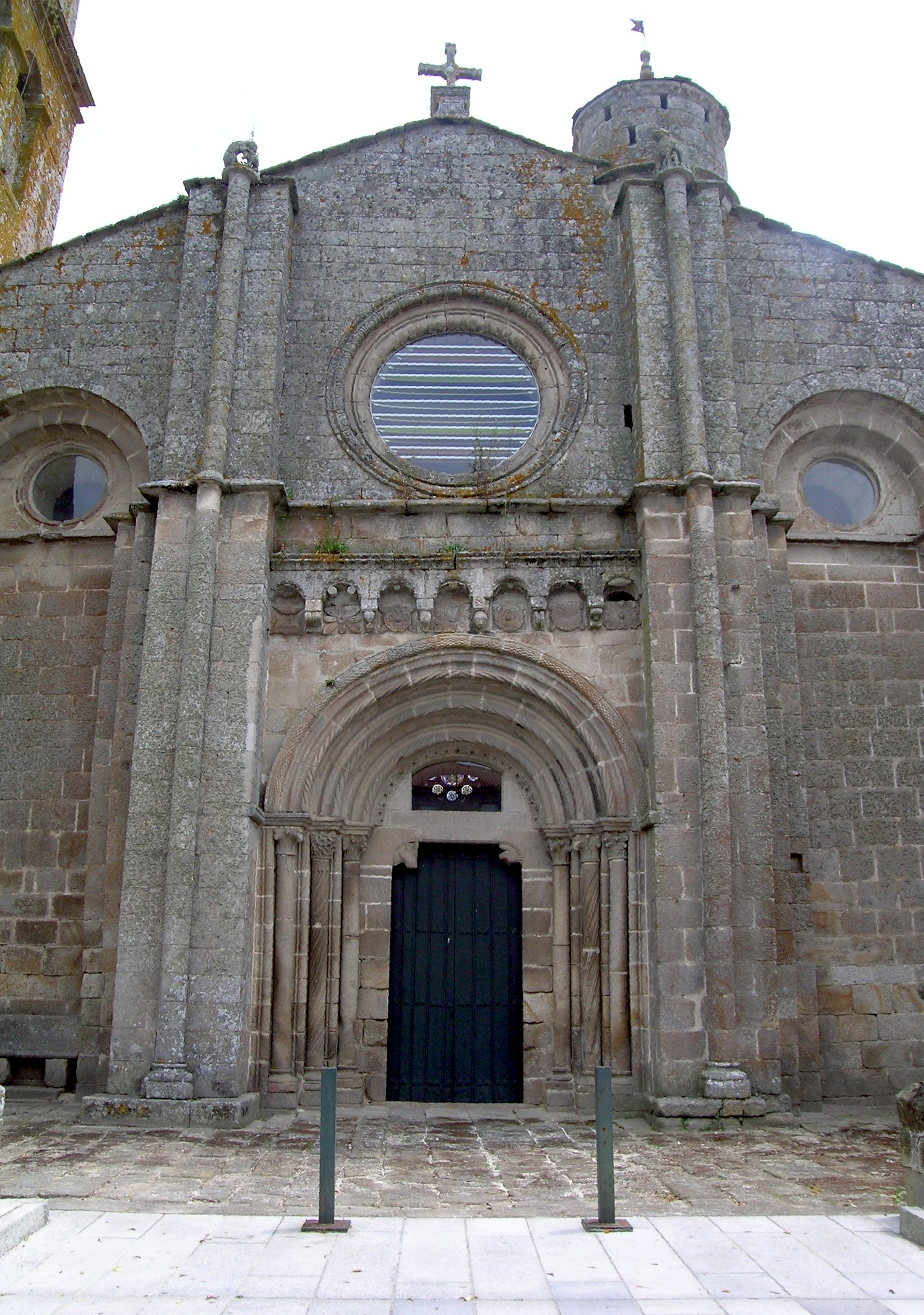
Fachada occidental de la Colegiata de Junquera de Ambía.

Se han encontrado restos de asentamientos humanos del período Megalítico. De la cultura castreña destacan los Castros de Cerdeira y A Medorra. Existe un miliario que determina que una calzada romana pasaba por la zona. Dice la tradición que en el siglo IV se apareció la Virgen en un juncal (de ahí proviene el nombre de la población) por lo que en ese lugar se levantó una ermita. Entre los siglos VIII a X se erigió un Monasterio bajo la advocación de Santa María, y es en 1164 cuando se sabe con certeza que se construye la iglesia románica. Es en esa época, bajo la Orden de San Agustín cuando alcanza su mayor esplendor, llegando a pertenecer al monasterio hasta 56 pueblos.
La iglesia de la Colegiata de Santa María, cuyas trazas están conformadas por elementos que van del románico al barroco, tiene planta de cruz latina de tres naves y tres ábsides. En su interior, destaca el órgano del siglo XVIII del lutier santiagués Manuel González Maldonado, con talla barroca, cuya musicalidad y cuerpo, unidos a la perfecta acústica del edificio, lo convierten en uno de los mejores órganos de España.

## Geografía humana

### Demografía
Cuenta con una población de 1352 habitantes (INE 2024).
| Gráfica de evolución demográfica de Xunqueira de Ambía entre 1842 y 2021 |
| |
| Población de derecho según los censos de población del INE Población de hecho según los censos de población del INEEn estos censos se denominaba Junquera de Ambia: 1842, 1857, 1860, 1877, 1887, 1897, 1900, 1910, 1920, 1930, 1940, 1950, 1960, 1970 y 1981 |

### Organización territorial
El municipio está formado por cuarenta entidades de población distribuidas en seis parroquias:
- Abeleda[7] (San Vicente)[9]
- Armariz (San Salvador)
- Bobadela Pinta[7] (Santa Marina)[10]
- Graña[7]
- Junquera de Ambía[7] (Santa María la Real)[11]
- Sobradelo (San Román)

## Festividades
- La fiesta en honor a San Pedro Mártir de Verona comienza nueve días antes con el traslado de la imagen, que se encuentra en una capilla en el lugar de O Campo, a la Colegiata de Santa María la Real y permanece durante toda la novena hasta el propio día de la fiesta. Los vecinos comienzan la jornada con la oración de misas rezadas y a las 12.00 horas se dará paso a la procesión con la imagen y posterior misa solemne en honor al santo.
- La fiesta del Corpus Christi se remonta al Barroco y se celebra con una misa solemne, que dará paso a la salida de una procesión por las principales calles, que han sido decoradas con alfombras florales por los vecinos durante toda la noche previa a la celebración del Corpus.
- La Fiesta Patronal se celebra en honra a su patrona, La Virgen de la Asunción, con una tradicional procesión en la que la imagen lleva en sus manos las primeras uvas de la cosecha del año y que son subastadas al finalizar la misma.
- Entre los meses de agosto y septiembre, tiene lugar cada domingo un Ciclo de Órgano y Música Antigua que tiene lugar en la Colegiata de Santa María la Real, con entrada libre.
- Recientemente, durante el mes de junio se celebra la Festa da Arroutada, que consiste en juegos populares para los niños, la entrega del Premio Arroutado do Ano, y en la noche, después de una cena popular, actuaciones de grupos musicales.